# الحركة الشعبية السنغالية
الحركة الشعبية السنغالية (بالفرنسية : Mouvement Populaire Sénégalais) كانت حزبا سياسيا في السنغال. تم تشكيل الحركة كقسم سنغالي من التجمع الديمقراطي الأفريقي، بعد طرد الاتحاد الديمقراطي السنغالي. قاد الحركة دودو جاي.
جزء كبير من الحركة بقيادة عبد الله ثياو انقسم وانضم إلى الكتلة الشعبية السنغالية في عام 1956. تم دمج بقية الحركة أخيرًا مع الاتحاد التقدمي السنغالي في عام 1959.